# Velika nagrada Alessandrie 1934
Velika nagrada Alessandrie 1934 je bila neprvenstvena dirka za Veliko nagrado v sezoni 1934. Odvijala se je 22. aprila 1934 v italijanskem mestu Alessandria, na dirkališču Circuito Pietro Bordino. 

## Poročilo

### Pred dirko
Velika nagrada Alessandrie (tudi Velika nagrada Pietra Bordina) je potekala v dveh preddirkah, dolgih po osem krogov, in finalu, dolgem petnajst krogov. Pogoji za dirkanje so bili izredno slabi, saj je močno deževalo.

### Dirka
Med prvo preddirko je Carlo Pedrazzini izgubil nadzor nad dirkalnikom v ovinku pred mostom čez reko Tanaro in trčil v zid. Nesrečnega dirkača je vrglo iz dirkalnika in na kraju nesreče je podlegel poškodbam. Zmagal je sicer Louis Chiron, drugi je bil Mario Tadini, tretji Tazio Nuvolari, v finale pa sta se uvrstila še Gianfranco Comotti in Luigi Soffietti.
Ob štartu druge preddirke je nehalo deževati, toda kmalu je spet pričelo. Povedel je Giovanni Minozzi, toda kmalu je padel nazaj. Zmagal je Achille Varzi, drugi je bil Carlo Felice Trossi, tretji Clifton Penn-Hughes, v finale pa sta se uvrstila še Minozzi in Federico Valpreda. 
V finalu je bila takoj po štartu ponovno hujša nesreča, ki je Minozzi zletel s proge med gledalce in tri poškodoval. Kmalu za tem, v prvem krogu, je Nuvolari na mestu, kjer se je bil smrtno ponesrečil Pedrazzini, naletel na dirkalnik stoječ Trossija sredi proge. V izogib trčenju je na hitro zavil desno, toda zadel drevo in utrpel zlom noge. V dvanajstem krogu je Trossi, ki je lahko nadaljeval, v nesreči, v kateri je njegov dirkalnik zagorel, utrpel manjše opekline. Z odstopom Nuvolarija so imeli dirkači Scuderie Ferrari prosto pot do zmage, dosegli so kar štirikratno, Varzi pred Chironom, Tadinijem in Comottijem. 

## Rezultati

### Prva pred-dirka
Odebeljeni dirkači so se uvrstili v finale.
| Poz | Št | Dirkač             | Moštvo                      | Dirkalnik        | Krogi | Čas/Odstop     | Št. m. |
| --- | -- | ------------------ | --------------------------- | ---------------- | ----- | -------------- | ------ |
| 1   | 10 | Louis Chiron       | Scuderia Ferrari            | Alfa Romeo P3    | 8     | 28:11,8        | 2      |
| 2   | 14 | Mario Tadini       | Scuderia Ferrari            | Alfa Romeo P3    | 8     | + 34,2 s       | 3      |
| 3   | 50 | Tazio Nuvolari     | Privatnik                   | Maserati 8CM     | 8     | + 1:11,2       | 12     |
| 4   | 18 | Gianfranco Comotti | Scuderia Ferrari            | Alfa Romeo P3    | 8     | + 1:44,0       | 4      |
| 5   | 30 | Luigi Soffietti    | Scuderia Siena              | Alfa Romeo Monza | 8     | + 3:14,4       | 7      |
| 6   | 22 | Clemente Biondetti | Gruppo Genovese San Giorgio | Maserati 26M     | 8     | + 4:22,2       | 5      |
| 7   | 62 | Gino Rovere        | Privatnik                   | Alfa Romeo Monza | 8     | + 5:13,2       | 14     |
| 8   | 6  | Lorenzo Delpino    | Scuderia Balestrero         | Maserati 4CM     | 8     | + 6:10,0       | 1      |
| 9   | 6  | Delfino            | Scudria Beccaria            | Bugatti T51      | 8     | + 6:31,0       | 10     |
| 10  | 38 | Camandona          | Privatnik                   | Bugatti T35      | 8     | + 8:38,6       | 9      |
| Ods | 58 | Paul Pietsch       | Privatnik                   | Alfa Romeo Monza | 4     | +4 krogi       | 13     |
| Ods | 46 | Giovanni Alloatti  | Privatnik                   | Bugatti T35B     | 0     |                | 11     |
| Ods | 34 | Carlo Pedrazzini   | Scuderia Siena              | Maserati 8CM     | 0     | Smrtna nesreča | 8      |
| Ods | 26 | Gerolamo Ferrari   | Privatnik                   | Maserati 26      | 0     |                | 6      |

- Najhitrejši krog: Louis Chiron - 3:25,0 (140.5 km/h)

### Druga pred-dirka
Odebeljeni dirkači so se uvrstili v finale.
| Poz | Št | Dirkač              | Moštvo              | Dirkalnik        | Krogi | Čas/Odstop | Št. m. |
| --- | -- | ------------------- | ------------------- | ---------------- | ----- | ---------- | ------ |
| 1   | 12 | Achille Varzi       | Scuderia Ferrari    | Alfa Romeo P3    | 8     | 28:43,8    | 2      |
| 2   | 16 | Carlo Felice Trossi | Scuderia Ferrari    | Alfa Romeo P3    | 8     | + 15,8 s   | 3      |
| 3   | 64 | Clifton Penn-Hughes | Privatnik           | Alfa Romeo Monza | 8     | + 1:13,8   | 14     |
| 4   | 32 | Giovanni Minozzi    | Scuderia Siena      | Alfa Romeo Monza | 8     | + 1:14,6   | 7      |
| 5   | 8  | Federico Valpreda   | Scuderia Balestrero | Maserati 8CM     | 8     | + 1:32,2   | 1      |
| 6   | 52 | Luigi Pages         | Privatnik           | Alfa Romeo Monza | 8     | + 3:22,0   | 10     |
| 7   | 25 | Secondo Corsi       | Privatnik           | Maserati         | 8     | + 3:32,2   | 5      |
| 8   | 28 | Umberto Cesareto    | Privatnik           | Maserati 26      | 8     | + 3:48,3   | 6      |
| Ods | 56 | Giovanni Battaglia  | Privatnik           | Alfa Romeo Monza |       |            | 11     |
| Ods | 70 | Luigi Beccaria      | Scudria Beccaria    | Bugatti T51      |       |            | 16     |
| Ods | 68 | Louis Delmot        | Privatnik           | Bugatti T51      |       |            | 15     |
| Ods | 54 | Emilio Giussani     | Privatnik           | Alfa Romeo Monza |       |            | 12     |
| Ods | 44 | G. Scarnera         | Privatnik           | Bugatti T35C     |       |            | 8      |
| Ods | 60 | Felice Bonetto      | Privatnik           | Alfa Romeo Monza |       |            | 13     |
| Ods | 20 | Renato Balestrero   | Scuderia Balestrero | Alfa Romeo Monza |       |            | 4      |
| Ods | 48 | Roberto Malaguti    | Privatnik           | Maserati 26      |       |            | 9      |

- Najhitrejši krog: Achille Varzi - 3:27,2 (139.0 km/h)

### Niso štartali (DNS) ali se udeležili dirke (DNA)
Navedeni so posebej, ker ni znano, v kateri od preddirk bi naj nastopili.
| Št | Dirkač            | Moštvo             | Dirkalnik  |
| -- | ----------------- | ------------------ | ---------- |
| 2  | Ulrich Maag       | Privatnik          | Alfa Romeo |
| 4  | Hans Rüesch       | Privatnik          | Maserati   |
| 36 | M. Perati         | Privatnik          | Alfa Romeo |
| 40 | Giuseppe Farina   | Scuderia Subalpina | Alfa Romeo |
| ?  | Raffaele Cecchini | Privatnik          | MG         |

### Finale
| Poz | Št | Dirkač              | Moštvo              | Dirkalnik        | Krogi | Čas/Odstop | Št. m. |
| --- | -- | ------------------- | ------------------- | ---------------- | ----- | ---------- | ------ |
| 1   | 12 | Achille Varzi       | Scuderia Ferrari    | Alfa Romeo P3    | 15    | 52:36,0    | 4      |
| 2   | 10 | Louis Chiron        | Scuderia Ferrari    | Alfa Romeo P3    | 15    | + 1,2 s    | 7      |
| 3   | 14 | Mario Tadini        | Scuderia Ferrari    | Alfa Romeo P3    | 15    | + 2:01,0   | 2      |
| 4   | 18 | Gianfranco Comotti  | Scuderia Ferrari    | Alfa Romeo P3    | 15    | + 2:26,0   | 6      |
| 5   | 64 | Clifton Penn-Hughes | Privatnik           | Alfa Romeo Monza | 15    | + 3:19,4   | 3      |
| 6   | 30 | Luigi Soffietti     | Scuderia Siena      | Alfa Romeo Monza | 15    | + 6:27,0   | 9      |
| 7   | 8  | Federico Valpreda   | Scuderia Balestrero | Maserati 8CM     | 15    | + 7:57,0   | 1      |
| Ods | 16 | Carlo Felice Trossi | Scuderia Ferrari    | Alfa Romeo P3    | 12    | Trčenje    | 8      |
| Ods | 50 | Tazio Nuvolari      | Privatnik           | Maserati 8CM     | 1     | Trčenje    | 5      |
| Ods | 32 | Giovanni Minozzi    | Scuderia Siena      | Alfa Romeo Monza | 0     | Trčenje    | 10     |